# 馬加氏
馬加氏（まくわりし）は、室町時代中期、下総国千葉郡馬加村（現在の千葉県千葉市花見川区幕張町）を本拠にした一族。

## 概要
享徳3年12月27日（1455年1月15日）鎌倉公方足利成氏が関東管領上杉憲忠を謀殺したことから享徳の乱が始まり、これに乗じた千葉氏の重臣でもある原胤房は千葉城を急襲した。この際、馬加康胤は原胤房に加担し康正元年8月12日（1455年9月23日）に、千田庄（現在の多古町）に逃れ、まだ幼い当主千葉胤宣を討って千葉氏宗家を滅ぼした。
そして、原胤房は将軍足利義政が派遣した東常縁に追われ同年11月24日に逐電し、その後、東常縁の入った市河城（現在の市川市市川）は、康正2年（1456年）正月19日古河公方足利成氏の派遣した簗田持助に落とされたが、東庄の近い下総匝瑳郡へ逃れ体制を立て直した東常縁に馬加城（現在の千葉市花見川区幕張町）を攻め落され、康胤の子胤持は6月12日に、また上総国八幡（現在の市原市八幡）の村田川にまで逃れた康胤は、11月1日に討ち取られ馬加氏は滅びた。
だが、千葉氏の家臣団は康胤の遺族を擁して、胤宣の遺児を擁する常縁に抵抗し、のちに室町幕府と古河公方の和議もあって古河公方が承認した岩橋輔胤（馬加康胤の庶子とも、馬場胤依の子とする諸説がある）が下総の支配権を保持することになり千葉氏の当主を名乗ることになった（千葉氏当主となったのは輔胤の子の千葉孝胤の代とも）。